# Eulalia siamensis
Eulalia siamensis är en gräsart som beskrevs av Norman Loftus Bor. Eulalia siamensis ingår i släktet Eulalia och familjen gräs. Inga underarter finns listade i Catalogue of Life.